# Avaldsnes IL
L'Avaldsnes IL és un club de futbol i handbol noruec, amb seu a Avaldsnes. Fundat al 1937, és conegut principalment per la seva secció de futbol femení, que va ser creada al 1989, que ha jugat a la Toppserien des del 2013. Ha sigut subcampió tant a la Lliga com a la Copa, i a la temporada 2016-17 va debutar a la Lliga de Campions.

## Històric

### Palmarès
- 1 subcampionat de Lliga (2015)
- 2 subcampionats de Copa (2013 - 2015)

### Trajectòria
| 16/17 | Benfica | Olympique Lió |

- ¹ Fase de grups. Equip classificat pillor possicionat en cas d'eliminació o equip eliminat millor possicionat en cas de classificació.

|                 | 2001 | 2002 | 2003 | 2004 | 2005 | 2006 | 2007 | 2008 | 2009 | 2010 | 2011 | 2012 | 2013 | 2014 | 2015 | 2016 |
| --------------- | ---- | ---- | ---- | ---- | ---- | ---- | ---- | ---- | ---- | ---- | ---- | ---- | ---- | ---- | ---- | ---- |
| Toppserien      |      |      |      |      |      |      |      |      |      |      |      |      | 4    | 5    | 2    | 2    |
| Primera divisió |      |      |      |      |      |      |      |      |      |      | 6    | 1    |      |      |      |      |
| Segona divisió  |      |      |      |      |      |      |      |      | 5    | 1    |      |      |      |      |      |      |